# Central de abasto (serie de televisión)
Central de abasto es una serie mexicana hecha por Televisa, producida por Federico Wilkins y protagonizada por Odemaris Ruiz (Ximena) y Fabián Chávez (Fabián). Fue emitida en la pantalla de Televisa.

## Sinopsis
Esta historia se desarrolla en la central de abasto de la Ciudad de México. Muestra las costumbres de las personas que viven y trabajan allí, la forma de vivir, los usos y tradiciones propias de las personas de la central de abasto.
Los protagonistas de esta historia son Fabián (Fabián Chávez) y Ximena (Odemaris Ruiz), dos adolescentes enamorados que se las ingenian para verse a espaldas de Pedro, el tiránico padre de Jimena, quien se opone terminantemente a su noviazgo. Ximena es una muchacha de clase humilde, que proviene de una familia pobre y de escasos recursos, y que tiene que trabajar en la central de abasto para ayudar económicamente a su familia. Ximena, sin embargo, tiene el gran sueño de convertirse en una exitosa abogada, por lo cual hará lo imposible para llegar a cumplir su sueño. Ximena encuentra el amor de su vida en un chico llamado Fabián, de quien se convierte en su novia, pero, las diversas circunstancias hacen imposible la felicidad de Ximena junto a Fabián, y ella acaba aceptando como novio a un muchacho llamado Mariano, con quien llega a casarse, pero pronto descubre que Mariano no es lo que el esperaba, que hay muchas diferencias entre él y ella, se separa de él pero estando embarazada de aquel.

## Elenco
- Fabián Chávez - Fabián
- Odemaris Ruiz - Ximena
- Rosa Gloria Chagoyán - Lola "La Trailera"
- Luis Rey Canete - Logodonio
- Azela Robinson - "La Güera"
- Juan Ángel Esparza - Miguel Márquez Santillana
- Lorenzo de Rodas - Víctor
- Charly - Juan Carlos
- Emilia Carranza - Gabriela Santillana de Márquez "La Marquesa"
- Ninón Sevilla - "La Jarocha"
- Isabel Martínez "La Tarabilla" - Lupe
- Alberto Rojas - Arnaldo
- Tony Bravo - Toño #1
- Toño Infante - Toño #2
- Patricia Santos - Isabel "La tumba hombres"
- Luis Bayardo - Beto
- Grace Alatorre - Antonella
- Benjamín Islas
- Miguel Palmer - Maldini
- Ivón Poncé
- Beatriz Tejada - Linda
- Naima A. Medina - "La Negrita Linda"
- Sofía Israel Medina - Topolopo
- Lucila Mariscal
- Thelma Tixou - Conny
- Johnny Laboriel - El Brujo Silvio
- Maricruz Nájera
- Claudio Báez
- María de la Tarde - Felisa
- Gabriel Soto
- Fátima Torre - Lis
- Greta Cervantes - Soledad
- Natalia N. Medina - Nana
- Luis D. Medina - "Latin Snake Fever"
- Erik Díaz - Giovanni
- Mariluz Bermúdez - Rocío
- Thaily Amezcua
- David Ostrosky - Pedro
- Paul Stanley - Paco Torres
- Erika García - Alicia
- Grettell Valdez - Lizbeth
- Nailea Norvind - Antigua jefa de la vulcanizadora
- Lucy Tovar - Cristina
- Nigga - "Él mismo"

## Temas musicales
El Álbum La evolución romantic style fue parte de la banda sonora de la serie es interpretado por el reggaetonero panameño Nigga en primera y segunda temporada, para la tercera temporada, Elvis Crespo interpreta la canción de "Así es la Vida" escrito por Rafael López y el cantante y compositor Reyli.
- "Escapate" interpretado por Nigga
- "Tus Recuerdos" interpretado por Nigga
- "Te quiero" interpretado por Nigga (tema principal de la serie)
- "Así es la Vida" (compuesto por Reyli y Rafael López) interpretado por Elvis Crespo.